# È ancora sabato
È ancora sabato (укр. «І знову субота») — пісня та сингл італійського співака і кіноактора Адріано Челентано 1987 року.

## Історія
«È ancora sabato» була восьмим треком альбому Адріано Челентано «La pubblica ottusità» 1987 року. Пісня є маловідомою у творчості Челентано, вона виконувалася наживо ним лише на передачі «Fantastico», до неї не було знято відеокліпу, вона не потрапляла до збірок співака й не існує відомостей щодо її потрапляння в чарти.

## Складова
Пісня була музичною темою до телепередачі «Fantastico» восьмого сезону, ведучим якої був Челентано. Передача транслювалася щотижня суботнього вечора на каналі Rai 1 з 3 жовтня 1987 року до 6 січня 1988-го. Вона звучала під час завершення кожного випуску передачі. Те що передача виходила щосуботи — вплинуло і на назву та складову «È ancora sabato» («І знову субота»), текст пісні намагався «розвіяти можливу суботню нудьгу» у слухача.

## Сингл
У 1987 році пісня вийшла як сингл на одній LP разом з піснею «Mi Attrai», або «L'Ultimo Gigante» в Італії.

### Трек-лист
Німецький 7-дюймовий LP-сингл (Teldec 6.15008, Clan Celentano 6.15008, Teldec 6.15008 AC)
А. «E' Ancora Sabato» — 3:58 (Джорджо Калабрезе, Пінуччіо Піраццолі, Рональд Джексон)
Б. «Mi Attrai» — 3:31 (Джанкарло Бігацці, Джузеппе Альбіні)
Італійський 12-дюймовий LP-сингл (Clan Celentano (CLN 16015))
А. «L'Ultimo Gigante» — 3:17 (Серджо Барбагалло, Адріано Челентано)
Б. «E' Ancora Sabato» — 3:58 (Джорджо Калабрезе, Пінуччіо Піраццолі, Рональд Джексон)
Італійський 7-дюймовий LP-сингл (Clan Celentano (YD 727))
Аа. «L'Ultimo Gigante (Medley)» — 3:17 (Серджо Барбагалло, Адріано Челентано)
Аб. «Rock Around The Clock» — 0:40 (Джиммі Де Найт, Макс Сі Фрідман)
Б. «È Ancora Sabato» — 4:21 (Джорджо Калабрезе, Пінуччіо Піраццолі, Рональд Джексон)

## Учасники запису
- Вокал — Адріано Челентано
- Композитори — Джорджо Калабрезе, Рональд Джексон
- Аранжування — Пінуччіо Піраццолі
- Продюсер — Мікі Дель Прете